# サトゥ・マケラ＝ヌンメラ
サトゥ・マケラ＝ヌンメラ（Satu Mäkelä-Nummela、1970年10月26日 - ）は、フィンランドのオリマッティラ出身の女子射撃選手。2008年の北京オリンピックの射撃競技、女子トラップにおいて金メダルを獲得した。1995年のISSF世界射撃選手権でも女子トラップにおいて銅メダルを獲得した。